# 福島県道14号いわき石川線
福島県道14号いわき石川線（ふくしまけんどう14ごう いわきいしかわせん）は、福島県いわき市から石川郡石川町に至る県道（主要地方道）である。
福島県道11号白河石川線とともに別名「御斎所街道」（白河市 - いわき市湯本）と称される、古くからの街道である。

## 概要
浜通りと中通りを結ぶ福島県土連携交流ネットワーク基盤強化道路で、国道49号及び国道289号に並ぶいわき市から西方向に伸びる路線の一つである。
いわき三和トンネルの開通以前の国道49号は、旧来の三和トンネルをISO規格背高コンテナ車が通行することが難しく、当県道が重要港湾小名浜港と中通り地方とのコンテナ輸送の主要経路であった。いわき三和トンネルの開通後も利用は多く、福島県は本路線と現在工事を進めているふくしま復興再生道路小名浜道路を、小名浜港の重要なアクセス道路として整備する方針であり、線形改良などのバイパス工事が進められている。

### 路線データ
本線
- 起点：いわき市常磐湯本町台の山（福島県道20号交点）
- 終点：石川郡石川町長久保（国道118号交点）
- 総延長： 53.605 km[要出典]
- 重用延長：4.788 km[要出典]
- 実延長：48.817 km[要出典]

### バイパス・新道
都市計画道路三函台山線
湯本跨線橋を参照。
いわき石川バイパス
- 起点：いわき市常磐下船尾町（下船尾交差点：福島県道20号・福島県道66号交点）
- 終点：いわき市渡辺町上釜戸

1990年3月26日開通。常磐湯本町から常磐下湯長谷町にかけての市街地の狭隘・急カーブ急こう配区間を南側に迂回し、常磐自動車道いわき湯本インターチェンジと国道6号、小名浜港とのアクセス路線としての役割を担う。起点から終点付近の常磐藤原町才ノ神までは片側2車線、それ以降は片側1車線で、歩道との境界には棕櫚の並木が整備されている。起点から常磐藤原町別所の本線交点までは現道に並行するバイパス道路であり、その先は現道区間の市道への移管により本線となっている。
遠野バイパス
- 起点：いわき市遠野町上遠野
- 終点：いわき市遠野町根岸
- 全長：約2.5㎞
- 幅員：14〜15m（車道部 6.5m）

大型トラックによる物資輸送の円滑化のための当県道の整備の中で、沿線に家屋や商店の連なる上遠野市街地を拡幅することは困難であったため、市街地南側へ迂回するバイパスの事業化が1988年度に行われ、1994年4月に開通した。
皿貝工区
- 起点：いわき市遠野町根岸
- 終点：いわき市遠野町大平
- 全長：1.8㎞（供用済区間 0.8㎞）
- 幅員：11.0m（車道部 6.5m、歩道部 2.5m）

遠野バイパス西側の鮫川の渓谷に沿うカーブの続き見通しの悪い狭隘区間の解消のために2006年3月4日に皿貝トンネルを含む1.1㎞が開通した。その後皿貝トンネル前後の区間の線形改良、幅員拡大が2006年度に事業化され、皿貝トンネル区間を皿貝1工区、起点側が皿貝2-1工区、終点側が皿貝2-2工区（うち桟道橋全長165m）として整備が続けられた。2014年度に2-2工区のうち、起点側0.4㎞が完成し、2019年度の全線完成を目指している。トンネル部分の旧道は西側坑口によりふさがれ車両の通行はできず車止めが設置されている。東側は旧道敷が停車スペースとして用いられている。
皿貝工区（御斉所洞門）
- 起点：いわき市遠野町大平
- 終点：いわき市遠野町大平
- 全長：240m

1986年までは岩をくりぬいた洞門を通り抜けていた旧御斉所洞門周辺の鮫川渓谷に沿う狭隘区間の解消のため、新たな御斉所洞門を含む新道区間が2000年12月27日に開通した。旧道は現在ガードレール・車止めにより車両の進入ができないが、旧跡である旧洞門の由来を記した標板が設置されている。
御斉所工区
- 起点：いわき市遠野町大平
- 終点：いわき市遠野町大平
- 全長：2.2㎞

御斉所洞門の西側に続く御斉所峠周辺の鮫川渓谷に沿う狭隘区間の解消のため、御斉所トンネルを含む新道区間が1995年7月7日に開通した。旧道はバリケードにより車両の侵入ができないが、神社が鎮座している。
才鉢工区
- 起点：いわき市田人町石住字才鉢
- 終点：いわき市田人町石住字神山
- 全長：3.1 km
- 幅員：9.0m（車道部 6.0m）

当県道は雨量超過による長時間の通行規制が多発しており、2010年12月22日に土砂の流出が、2006年7月19日と2014年4月5日には豪雨による大規模な土砂崩れが発生し長期間の通行止めを強いられた。また、2011年4月11日に発生した東日本大震災の強い余震により才鉢地内で大規模な地滑りにより路面が斜面ごと崩落し、5か月にわたり通行が不可能になった。これらのことから当区間の安定輸送のと緊急輸送路の確保のため2011年度より事業化され、2017年2月19日に起工式が行われた。2019年1月29日には工区内の道路施設の名称が発表された。2022年3月24日に開通した。
道路施設
- 1工区（全長626.0m）
  - 労場橋（全長164.4m）
  - 弓ながし橋（全長99.1m）

- 2工区（全長663.0m）
  - 才鉢トンネル（全長663.0m）

- 3工区（全長931.0m）
  - 才鉢橋（全長129.6m）
  - 札上沢橋（全長14.7m）
  - 古畑橋（全長156.8m）

- 4工区（全長850.0m）
  - 長畑橋（全長137.5m）
  - 神山橋（全長63.3m）

石川バイパス
- 起点：石川郡石川町形見
- 終点：石川郡石川町石田
- 全長：5.02 km（事業中 1工区 終点側1.66 km、2工区終点側3.36 km）
- 幅員：11.0 m（車道部 6.5 m、歩道部 2.5 m）

石川町中心部の沿線に家屋が立ち並ぶ狭隘区間により大型車の安全な通行に支障をきたし、市街地の混雑の悪化を招いていたことからこれらの解消のために市街地を迂回する形でバイパスが計画され、2004年度に事業着手された。石川町形見から双里までは現道の南側をバイパスし現道と交差、その後双里から石田までは現道の北側を迂回する。屋敷ノ入の福島県道40号飯野三春石川線交点から終点の石田地内、国道118号にかけてが1工区、起点の形見から屋敷ノ入の県道40号交点までが2工区とされ、2004年度に1工区が、2017年度に2工区が工事着手された。2023年2月25日に石川トンネル (584 m) を含む2工区3.36 kmが開通した。残りの1工区1.66 kmは、2025年度 - 2027年度の完成を目指して工事を進めている。
道路施設
- 1工区
  - （仮）4号橋（全長108.0m）
  - （仮）4-1号橋
    - 全長：35.5m
    - 幅員：9.5(14.5)m
    - 形式：単純PCプレビーム合成桁橋
    - 竣工：2004年度

石川町字屋敷入から字境ノ内に跨り、一級水系阿武隈川水系今出川支流北須川を渡る。福島県道40号飯野三春石川線とバイパス本線を結ぶランプ路の橋梁として建設された。橋上は上下対向2車線と県道40号への右折車線の計3車線の幅員があるが、現在は両側に導流帯が存在し上下対向1車線の町道として用いられている。下流側に幅員3.5mの歩道が設置されている。総工費は3億1700万円。
-   - （仮）5号橋（全長70.0m）

## 歴史
- 1954年1月20日 - 建設省告示第16号が公布され、福島県道水田平線の一部と石川湯本線の一部が主要地方道湯本石川線に指定される。
- 1964年12月28日 - 建設省告示第3620号が公布され、福島県道常磐石川線（石城郡湯本町が合併により常磐市になったため路線名が変更された）が主要地方道常磐石川線に指定される。
- 1971年6月26日 - 建設省告示第1069号が公布され、福島県道常磐石川線が主要地方道いわき石川線に指定される。
- 1972年（昭和47年）6月9日 - 福島県によって県道路線に認定される[13]。
- 1993年（平成5年）5月11日：建設省から、県道いわき石川線がいわき石川線として主要地方道に指定される[14]。
- 2011年（平成23年）3月11日：東日本大震災により、いわき市上釜戸地区や才鉢地区で大規模な地滑り崩落が発生し、通行止めを余儀なくされる[15]。
- 2014年（平成26年）4月5日：いわき市田人町石住字才鉢地内において法面崩壊が発生し、いわき市遠野町 - 石川郡古殿町間の延長22 kmにわたって通行止めになる[16]。
- 2014年（平成26年）9月26日：いわき市田人町石住字才鉢地内の通行止めを、暫定1車線交互通行で解除[17]。
- 2015年（平成27年）1月20日：いわき市田人町石住字才鉢地内の片側交互通行規制を全面解除[17]
- 2018年（平成30年）4月1日：起点で接続していた国道6号のいわき市常磐下船尾町から平十五町目間が福島県に移管されて福島県道20号いわき上三坂小野線に変更になる[18]。

## 路線状況

### 重複区間
- 福島県道20号いわき上三坂小野線（いわき市遠野町根岸 地内）
- 国道349号：石川郡古殿町

### 道路施設
※各バイパス記事も参照の事

#### いわき市
湯本跨線橋
藤原橋
- 全長：62.0m
- 幅員：11.3m×2
- 竣工：1994年[19]

常磐下船尾町字古内から常磐西郷町字銭田に跨り、二級水系藤原川を渡る。いわき石川バイパス起点の常磐下船尾交差点のすぐ西に位置し、さらに西側に西郷跨線橋が位置する。
西郷跨線橋
- 全長：335.0m
  - 主径間：33.8m
- 幅員：13.0(22.0)m
- 形式：10径間PC単純ポステンT桁橋＋PC単純プレテンT桁橋
- 竣工：1993年度
- 施工：会津工建社

常磐西郷町字銭田から字岩崎に至り、JR常磐線を渡る。いわき石川バイパス整備に伴う関連橋梁として建設された。総工費は8億6200万円。1988年3月の常磐自動車道開通に合わせ暫定2車線で供用が開始され、その後緊急地方道整備事業として残り2車線が2期工事として整備された。
上遠野橋
- 全長：30.0m
- 幅員：15.0m
- 竣工：1994年[21]

遠野町上遠野字中ノ町から字大黒山、字太田に跨り、二級水系鮫川水系上遠野川を渡る。遠野バイパス整備に伴い建設された。
下根岸橋
- 全長：36.7m
- 幅員：6.5（15.0）m
- 形式：鋼単純鈑桁橋
- 竣工：1998年度

遠野バイパス終点部に位置し、遠野町根岸字大反田から字下根岸に跨り、二級水系鮫川水系上遠野川を渡る。橋上は上下対向2車線で供用され、両側に幅員3.5mの歩道が設置されている。橋西側にて分岐する福島県道20号いわき上三坂小野線へ向かう右折車線設置により橋上部工が三味線バチ形状になるため、主桁を放射状に配置し床版の張り出しを一定にすることで景観に配慮した。総工費は1億7800万円。
大山橋
- 全長：32.2m
- 幅員：6.5（9.0）m
- 形式：PC単純ポステンT桁橋
- 竣工：2002年度

遠野町根岸字下根岸から遠野町大平字皿貝に跨り、二級水系鮫川水系入遠野川の河口部を渡る。東詰は重複してきた福島県道20号いわき上三坂小野線が分岐する丁字路となっており、橋上は上下対向2車線と車線間の導流帯として供用されている。皿貝1工区の起点部分として建設され、旧道橋のすぐ上流側に架けられている。総工費は1億2200万円。

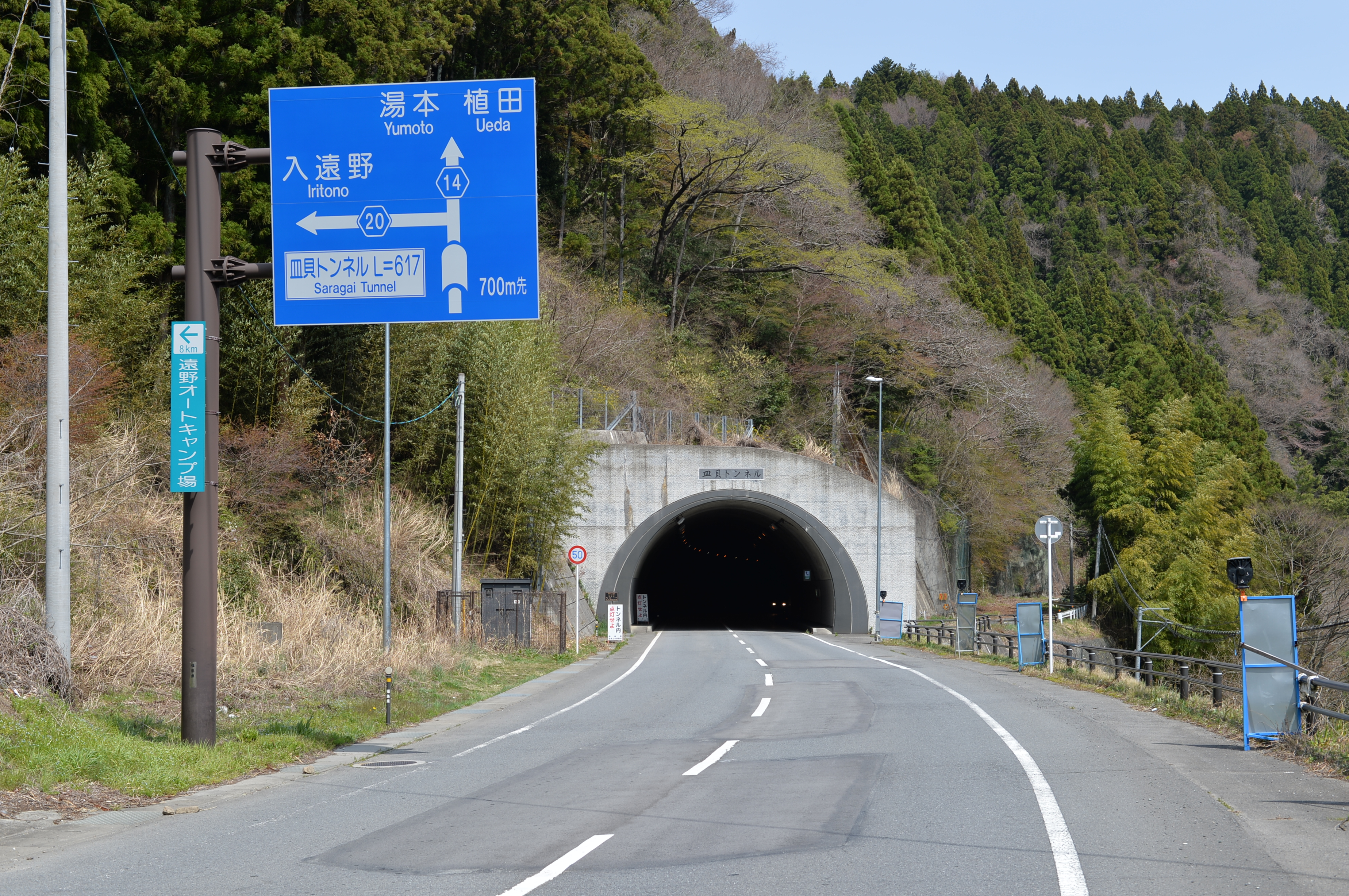
皿貝トンネル
- 全長：617.0m
- 幅員：6.5（9.0）m
- 有効高：4.7m
- 工法：NATM工法（補助ベンチ付き全断面工法・上半先進ベンチカット工法）
- 施工：渡辺組・錦興業特定建設工事共同企業体
- 竣工：2006年2月

遠野町大平字皿貝に位置する。2003年度より緊急地方道整備事業 皿貝1工区整備に伴い建設された。2003年10月24日に起工され、2004年12月3日貫通、2006年3月4日に開通した。総工費は15億2000万円。
皿貝桟道橋
- 全長：165.0m
- 幅員：3.0(6.25)m
- 形式：4径間立体ラーメンプレハブ橋
- 竣工：2014年度
- 施工：渡辺組

遠野町大平字皿貝に位置し、当路線の下り線を通す。幅員協商、線形不良の解消のための路面拡幅により建設された。総工費は1億6200万円。
御斎所洞門・御斎所トンネル
御斎所橋
- 全長：49.5m
  - 主径間：19.2m
- 幅員：8.5（11.0）m
- 形式：鋼方杖ラーメン橋
- 竣工：1991年度

遠野町大平に位置する。地方道改良事業御斎所工区の整備に伴う地方道橋梁整備事業により1989年度に着工された。総工費は3億5300万円。
登地橋
- 全長：12.5m
- 幅員：6.5(11.0)m
- 形式：PC単純プレテン中空床版桁橋
- 竣工：2002年度

いわき市田人町石住字貝谷に位置し、二級水系鮫川水系栃沢川を渡る。1929年に架けられた旧橋から架け替えられ、同時に周囲の現道拡幅も行われた。総工費は1億5400万円。

#### 古殿町
大原橋
- 全長：18.8m
- 幅員：6.5(15.0)m
- 形式：PC単純プレテンT桁橋
- 竣工：2002年度

松川字大原に位置し、二級水系鮫川水系大久田川を渡る。橋上は上下対向2車線で供用され、上下線両側に幅員3.5mの歩道が設置されている。1930年に架設された旧橋の老朽化と大型トレーラー増加による耐荷重不足、幅員狭小の解消のために路線の付替えとともに旧橋の下流側建設された。旧橋梁は撤去されており、旧道の通り抜けはできず行き止まりになっている。総工費は7800万円。
落合橋
- 全長：51.5m
- 幅員：6.5（15.0）m
- 形式：鋼床版箱桁橋
- 竣工：1996年

松川字横川にて二級水系鮫川水系大平川を渡る。従来の橋梁の幅員が狭隘で前後の線形も悪く、1934年竣工と老朽化も進んでいたことから架替が行われた。
道の駅ふるどの
※国道349号重複区間

#### 石川町
里見橋
- 全長：40.0m
- 幅員：8.0m
- 竣工：1969年[19]

里見橋側道橋
- 全長：40.9m
- 幅員：2.8m
- 竣工：1981年

形見字道橋から双里字神主に跨り、一級水系阿武隈川水系今出川を渡る。上り線側に人道橋が設置された。
三芦橋
- 全長：26.0m
- 幅員：9.5m
- 竣工：1961年[28]

三芦橋側道橋
- 全長：26.0m
- 幅員：1.5m×2
- 竣工：1969年

字新町から字鹿ノ坂、字高田に跨り、一級水系阿武隈川水系今出川支流の北須川を渡る。上下線両側に人道橋が設置された。東側には福島交通三芦橋バス停が設置されている。

## 地理

### 通過する自治体
- 福島県
  - いわき市
  - 石川郡古殿町
  - 石川郡石川町

### 交差する道路
- いわき市

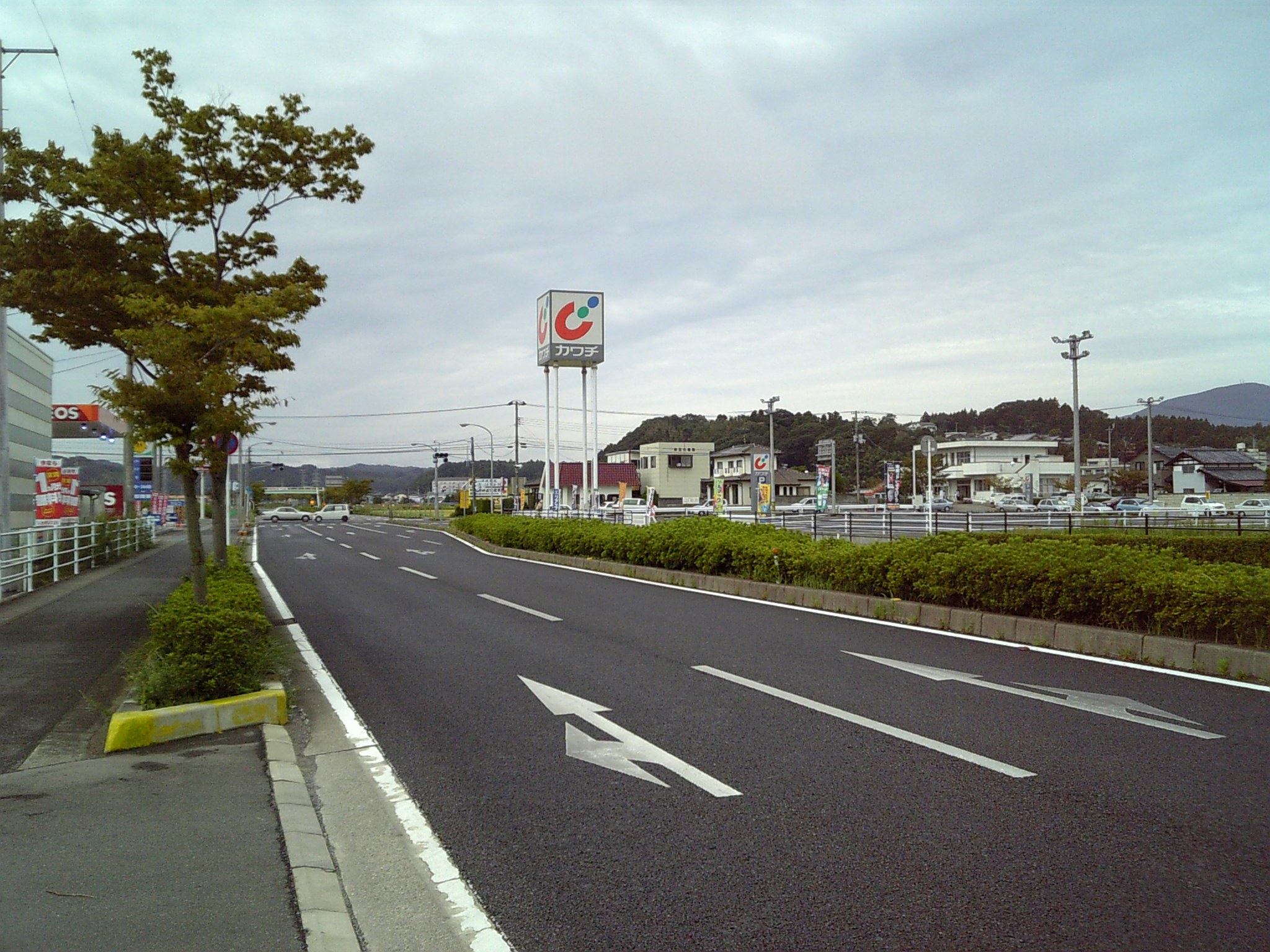
いわき石川バイパス（いわき市常磐西郷町）

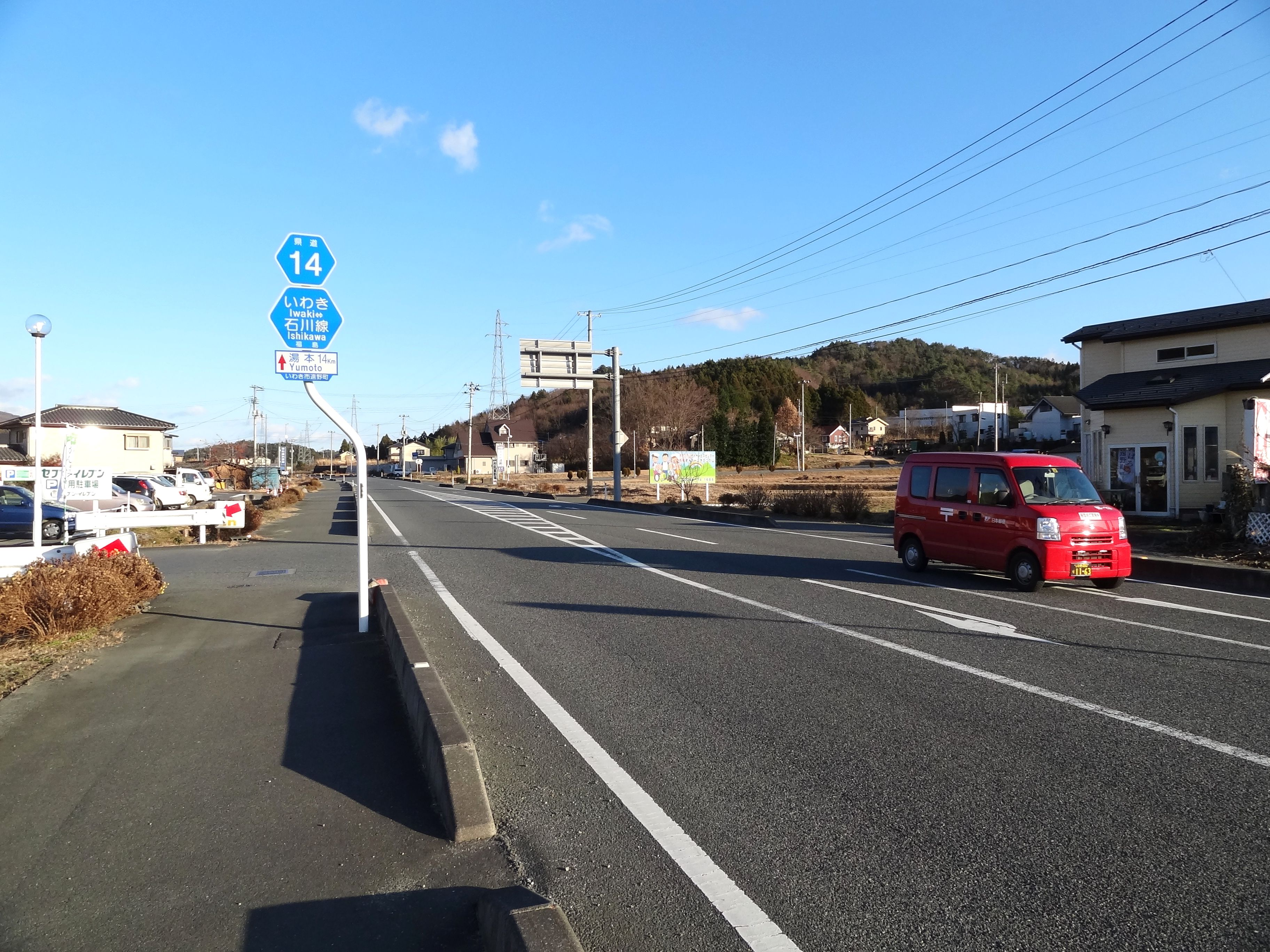
いわき市遠野町上遠野付近

  - 福島県道20号いわき上三坂小野線（起点）
  - 福島県道56号常磐勿来線（いわき市常磐湯本町）
  - 福島県道14号いわき石川線 バイパス（いわき市常磐藤原町）
  - 福島県道371号湯の岳別所線（いわき市常磐藤原町斑堂）
  - E6常磐自動車道（いわき湯本IC）
  - 福島県道240号釜戸小名浜線（いわき市渡辺町上釜戸）
  - 福島県道20号いわき上三坂小野線（いわき市遠野町根岸 地内 重複）
  - 福島県道134号皿貝勿来停車場線（いわき市遠野町滝）
  - 福島県道390号才鉢前山線（いわき市田人町石住）
- 石川郡古殿町
  - 福島県道135号三株下市萱小川線（石川郡古殿町松川）
  - 国道349号（石川郡古殿町松川）
  - 国道349号（石川郡古殿町鎌田）
  - 福島県道276号浅川古殿線（石川郡古殿町仙石）
- 石川郡石川町
  - 福島県道140号石川鴇子線（石川郡石川町双里）
  - 福島県道40号飯野三春石川線・福島県道11号白河石川線（石川郡石川町新町）
  - 国道118号（終点）
- いわき市内バイパス
  - 福島県道20号いわき上三坂小野線・福島県道66号小名浜小野線（いわき市常磐下船尾町）【北緯36度59分12.9秒 東経140度52分8.3秒 / 北緯36.986917度 東経140.868972度】
  - 福島県道56号常磐勿来線（いわき市常磐白鳥町）
  - 福島県道14号いわき石川線本線（いわき市常磐藤原町）

### 沿線にある施設など
- いわき市石炭・化石館
- いわき湯本温泉
- いわきFCパーク
- 上湯長谷公園（ガニラ公園）
- 常磐病院
- 上湯長谷郵便局
- いわき市考古資料館
- スパリゾートハワイアンズ
- 上遠野郵便局
- 古殿町民体育館 やぶさめアリーナ（国道349号重複区間）
- 古殿郵便局（同上）
- 古殿町立古殿小学校（同上）
- 石川新町郵便局
- メガステージ石川（終点付近）